# Volley Menen
Volley Menen (Topvolley Menen vzw, ook bekend onder wisselende sponsornamen) is een Belgische volleybalclub uit Menen. De club heeft meerdere deelnames aan Europese competities achter de rug.

## Geschiedenis
Volley Menen promoveerde in 2000 naar de EuroMillions Volley League. Halverwege de jaren 2000 was de beste periode in de clubgeschiedenis. De ploeg behaalde toen regelmatig de 3e of 4e plaats in de rangschikking. In 2007 bereikte Menen de finale van de Beker van België. In 2022 speelde Menen de Play-Off finale van de competitie en werd het uiteindelijk vicekampioen. De ploeg verzekerde op deze manier voor het eerst in de clubgeschiedenis van deelname aan de CEV Champions League. In 2023 en 2024 werd twee maal op rij de finale van de Beker van België gehaald. In 2024 won het de Supercup tegen Knack Roeselare.

## Spelerskern per seizoen

### 2023-2024
Trainer: Frank Depestele  België
| No. | Naam                   | Land        | Positie        |
| --- | ---------------------- | ----------- | -------------- |
| 1.  | Anes Perezic           | Zwitserland | Hoofdaanvaller |
| 2.  | Eliot De Vleeschhauwer | België      | Hoofdaanvaller |
| 3.  | Stipe Peric            | Kroatië     | Midden         |
| 5.  | Basil Dermaux          | België      | Hoofdaanvaller |
| 6.  | Yentl Bille            | België      | Libero         |
| 7.  | Mathieu Vanneste       | België      | Receptie-hoek  |
| 8.  | Jasper Verhamme        | België      | Midden         |
| 9.  | Lowie Stuer            | België      | Libero         |
| 10. | Gilles Vandecaveye     | België      | Receptie-hoek  |
| 11. | Seppe Van Hoyweghen    | België      | Spelverdeler   |
| 12. | Thiemen Ocket          | België      | Spelverdeler   |
| 13. | Arno Van de Velde      | België      | Midden         |
| 18. | Marin Dukic            | België      | Receptie-hoek  |

### 2020-2021
Trainer: Frank Depestele  België
| No. | Naam               | Land      | Positie        |
| --- | ------------------ | --------- | -------------- |
| 1.  | Quentin Schouteten | Frankrijk | Spelverdeler   |
| 2.  | Maxim Libert       | België    | Hoofdaanvaller |
| 3.  | Jelle Sinnesael    | België    | Midden         |
| 4.  | Jente De Vries     | Nederland | Hoofdaanvaller |
| 5.  | Kobe Brems         | België    | Spelverdeler   |
| 6.  | Yentl Bille        | België    | Libero         |
| 7.  | Mathieu Vanneste   | België    | Receptie-hoek  |
| 8.  | Anshel Ver Eecke   | België    | Receptie-hoek  |
| 9.  | Linus Ekstrand     | Zweden    | Receptie-hoek  |
| 10. | Wannes De Beul     | België    | Midden         |
| 12. | Seppe Rotty        | België    | Receptie-hoek  |
| 18. | Martijn Colson     | België    | Midden         |

### 2018-2019
Trainer: Ratko Peris  Kroatië 
| No. | Naam               | Land      | Positie        |
| --- | ------------------ | --------- | -------------- |
| 1.  | Eldin Demirovic    | Frankrijk | Receptie-hoek  |
| 2.  | Yentl Bille        | België    | Libero         |
| 3.  | Jelle Sinnesael    | België    | Midden         |
| 4.  | Gilles Vandecaveye | België    | Receptie-hoek  |
| 5.  | Lars Maddens       | België    | Setter         |
| 6.  | Lowie Stuer        | België    | Libero         |
| 7.  | Jente De Vries     | Nederland | Hoofdaanvaller |
| 8.  | Anshel Ver Eecke   | België    | Receptie-hoek  |
| 9.  | Basile Andriessen  | België    | Midden         |
| 10. | Wannes De Beul     | België    | Midden         |
| 17. | Xavi Folguera      | Andorra   | Setter         |

### 2017-2018
Trainer: Ratko Peris  Kroatië 
| No. | Naam                    | Land      | Positie        |
| --- | ----------------------- | --------- | -------------- |
| 1.  | Jop Vercuysse           | België    | Hoofdaanvaller |
| 2.  | Bernardo Cabral e Silva | Portugal  | Libero         |
| 3.  | Jelle Sinnesael         | België    | Midden         |
| 4.  | Gilles Vandecaveye      | België    | Rec.-Hoek      |
| 5.  | Lars Maddens            | België    | Setter         |
| 7.  | Loïc Van De Pontseele   | België    | Libero         |
| 8.  | Anshel Ver Eecke        | België    | Rec.-Hoek      |
| 9.  | Basile Andriessen       | België    | Midden         |
| 10. | Janusz Górski           | Polen     | Rec.-Hoek      |
| 11. | Julien Winkelmuller     | Frankrijk | Hoofdaanvaller |
| 12. | Robbe Vandeweyer        | België    | Rec.-Hoek      |
| 13. | Rune Fasteland          | Noorwegen | Midden         |
| 14. | Rait Rikberg            | Estland   | Libero         |
| 17. | Xavi Folguera           | Andorra   | Setter         |

### 2016-2017
Trainer: Ratko Peris  Kroatië 
| No. | Naam                  | Land      | Positie        |
| --- | --------------------- | --------- | -------------- |
| 1.  | Mikolaj Sarnecki      | Polen     | hoofdaanvaller |
| 3.  | Jelle Sinnesael       | België    | Midden         |
| 4.  | Dries Heyrman         | België    | Midden         |
| 5.  | Lars Maddens          | België    | Setter         |
| 6.  | Julien Lemay          | Frankrijk | Libero         |
| 7.  | Loïc Van De Pontseele | België    | Libero         |
| 8.  | Anshel Ver Eecke      | België    | Rec.-Hoek      |
| 9.  | Leonis Dedeyne        | België    | REc.-Hoek      |
| 10. | Janusz Górski         | Polen     | Rec.-Hoek      |
| 12. | Robbe Vandeweyer      | België    | Rec.-Hoek      |
| 13. | Sander Depovere       | België    | Setter         |

### 2015-2016
Trainer: Juricic Igor  Kroatië 
| No. | Naam                  | Land       | Positie        |
| --- | --------------------- | ---------- | -------------- |
| 1.  | Jonas Kvalen          | Noorwegen  | hoofdaanvaller |
| 3.  | Jelle Sinnesael       | België     | Midden         |
| 4.  | Dries Heyrman         | België     | Midden         |
| 5.  | Lars Maddens          | België     | Setter         |
| 6.  | Julien Lemay          | Frankrijk  | Libero         |
| 7.  | Loïc Van De Pontseele | België     | Libero         |
| 8.  | Anshel Ver Eecke      | België     | Rec.-Hoek      |
| 9.  | Peter K. Jensen       | Denemarken | REc.-Hoek      |
| 10. | Frédéric Barais       | Frankrijk  | Rec.-Hoek      |
| 11. | Tim Smit              | Nederland  | Midden         |
| 12. | Robbe Vandeweyer      | België     | Rec.-Hoek      |
| 16. | Matthias Valkiers     | België     | Setter         |

### 2014-2015
Trainer: Ron Andelhof  België 
| No. | Naam                | Land      | Positie        |
| --- | ------------------- | --------- | -------------- |
| 1.  | Daan Van Haarlem    | Nederland | setter         |
| 3.  | Jelle Sinnesael     | België    | Midden         |
| 4.  | Dragan Radovic      | Slovenië  | Midden         |
| 5.  | Ramon Gion Martinez | Nederland | Rec.-Hoek      |
| 6.  | Julien Lemay        | Frankrijk | Libero         |
| 7.  | Yacine Louati       | Frankrijk | Rec.- Hoek     |
| 8.  | Anshel Ver Eecke    | België    | Rec.-Hoek      |
| 9.  | Jeroen Balduyck     | België    | Hoofdaanvaller |
| 10. | Jolan Cox           | België    | Hoofdaanvaller |
| 11. | Dwight Delanghe     | België    | Midden         |
| 14. | Lienert Cosemans    | België    | Setter         |

### 2012-2013
Trainer: Alain Dardenne  België Assistent: Johan Devoghel  België
| No. | Naam                | Land                | Positie        |
| --- | ------------------- | ------------------- | -------------- |
| 1.  | Kristof Hoho        | België              | Rec.-Hoek      |
| 2.  | Koen De Brandt      | België              | Setter         |
| 3.  | Jelle Sinnesael     | België              | Midden         |
| 4.  | Dragan Radovic      | Slovenië            | Midden         |
| 5.  | Mark Plotyczer      | Verenigd Koninkrijk | Rec.-Hoek      |
| 7.  | Jacob Wijk Tegenrot | Zweden              | Libero         |
| 8.  | Anshel Ver Eecke    | België              | Rec.-Hoek      |
| 9.  | Ognjen Duduj        | Servië              | Midden         |
| 10. | Nikola Mijailovic   | Servië              | Rec.-Hoek      |
| 11. | Radek Motys         | Tsjechië            | Hoofdaanvaller |
| 12. | Ondrej Kust         | Tsjechië            | Setter         |

### 2009-2010
Trainer: Kris Tanghe  België Assistent: Stijn Coene  België
| No. | Naam               | Land      | Positie         |
| --- | ------------------ | --------- | --------------- |
| 1.  | Chris Lamont       | Schotland | Midden          |
| 2.  | Ward Coucke        | België    | Rec.-Hoek       |
| 3.  | Jelle Sinnesael    | België    | Midden          |
| 4.  | Julien Anton       | Frankrijk | Setter          |
| 5.  | Pieter Coolman     | België    | Midden          |
| 6.  | Stijn Dejonckheere | België    | Libero          |
| 7.  | Pierre Henry       | België    | Setter          |
| 8.  | Anshel Ver Eecke   | België    | Rec.-Hoek       |
| 9.  | Brian Schouren     | Nederland | Hoofdaanvaller  |
| 11. | Lander Vandecaveye | België    | Rec.-Hoek       |
| 14. | Yassir Sliti       | Engeland  | Hoofdaanvaller  |
| 18. | Thibaut Van Acker  | België    | Trainingsparter |

## Supportersverenigingen
De grootste en enige officieel erkende supportersvereniging van Volley Menen is Ziejollid.